# Kindratiwka (obwód sumski)
Kindratiwka (ukr. Кіндратівка) – wieś na Ukrainie, w obwodzie sumskim, w rejonie sumskim, w hromadzie Chotiń. W 2001 liczyła 862 mieszkańców. Po wkroczeniu wojsk rosyjskich we wsi pozostało 6 mieszkańców.

## Urodzeni
- Mykoła Dokaszenko – ukraiński wojskowy.